# Simon Shaw
(Simon Shaw, parlando della medaglia vinta alla Coppa del Mondo di rugby 2003 senza mai giocare)
Simon Dalton Shaw (Nairobi, 1º settembre 1973) è un ex rugbista a 15 britannico, nazionale inglese, già seconda linea di Bristol, London Wasps, Tolone e vincitore della Coppa del Mondo di rugby 2003 con l'Inghilterra, oltre ad avere rappresentato, a livello internazionale, anche i British and Irish Lions.

## Biografia
Tra i più alti rugbisti ad aver mai giocato per la Nazionale inglese, Shaw ha militato nelle varie rappresentative del suo Paese fin dalle selezioni scolastiche.
A dispetto di ciò, l'impegno a tempo pieno di Shaw con il rugby non venne che prima dei 16 anni di età, quando la sua famiglia tornò dal Kenya, dove egli nacque, per ristabilirsi in Inghilterra.
Il primo contratto di Shaw fu nel 1990 con il Bristol, all'età di 17 anni; nel 1996, contro l'Italia, giunse l'esordio in Nazionale maggiore.
Nel 1997 firmò per il suo attuale club, i London Wasps, squadra alla quale sono legati tutti i suoi successi.
Seconda linea di rendimento, la sua carriera è stata sempre costellata da infortuni varii che gli hanno impedito sia di essere presente agli appuntamenti più rilevanti della sua Nazionale (alla Coppa del Mondo 2003 fu presente solo come aggregato, fuori dalle convocazioni ufficiali) che dei British Lions: da questi ultimi convocato per i tour del 1997 e del 2005 non riuscì mai a essere schierato per alcun test match ufficiale.
Nel 2000 marcò un drop in campionato, l'unico nella storia di Premiership a essere stato segnato da un seconda linea.
Tra il 1994 e il 2005, inoltre, fu invitato dai Barbarians in quattro incontri, due dei quali contro selezioni nazionali (Inghilterra e Sudafrica).
Pur prendendo parte ai match preparatori alla Coppa del Mondo di rugby 2003 in Australia, Shaw non fu inizialmente inserito nella rosa dei 30 convocati da Clive Woodward; a causa di un infortunio a Danny Grewcock in corso di torneo, Shaw fu tuttavia richiamato d'urgenza dall'Inghilterra; gli inglesi vinsero la Coppa del Mondo battendo in finale l'Australia, squadra di casa, e Shaw si aggiudicò il titolo senza essere mai sceso in campo neppure un minuto.
A 34 anni prese parte alla Coppa del Mondo di rugby 2007 in Francia, con sei incontri su sette, e al Sei Nazioni 2008, con cinque incontri su cinque; prese parte ai test autunnali del 2008 e, dopo aver preso parte al Sei Nazioni 2009, fu incluso nel tour in Sudafrica dei British Lions, esordendo in un test con la selezione britannica a 36 anni e venendo eletto Man of the Match nel secondo incontro della serie, perso 25-28 contro gli Springbok.
Ha, ancora, preso parte ai Sei Nazioni 2010 e 2011 nonché alla Coppa del Mondo di rugby 2011; al termine della competizione Shaw ha interrotto unilateralmente il suo rapporto con gli Wasps per firmare un contratto con i francesi del Tolone.
Con la squadra francese vinse un ulteriore titolo di campione d'Europa con la vittoria nella Heineken Cup 2012-13, che fu la sua ultima competizione, dopo la quale giunse il ritiro qualche mese prima del suo quarantesimo compleanno.

## Palmarès
- Coppe del mondo: 1
Inghilterra: 2003
- Premiership: 4
Wasps: 2002-03, 2003-04, 2004-05, 2007-08
- Coppe Anglo-Gallesi: 3
Wasps: 1998-99. 1999-2000, 2005-06
- Heineken Cup: 3
Wasps: 2003-04, 2006-07
Tolone: 2012-13
- Challenge Cup: 1
Wasps: 2002-03